# Bulbophyllum torricellense
Bulbophyllum torricellense är en orkidéart som beskrevs av Rudolf Schlechter. Bulbophyllum torricellense ingår i släktet Bulbophyllum och familjen orkidéer. Inga underarter finns listade i Catalogue of Life.